# Alholmen (ö i Mälaren)

Alholmen är en ö utanför Munsö i Mälaren. Den är omkring 2 * 0,5 kilometer stor. Närmaste bil- och bussförbindelse är till Sluts brygga på Munsö, omkring 2 distansminuter från ön. 1951 såldes Alholmen till en ekonomisk förening som styckade ön i 92 tomter. Ön har inga bofasta, men många som bor en stor del av året i fritidshus.